# Очаківська область
Очаківська область - російська історична назва міжріччя Бугу і Дністра до польсько-османського кордону (Ольвіополь). 
Отримала назву за містом Очаків.
Українську назву Ханська Україна (займала її західну частину) територія отримала з причини заселення її українцями (а також молдованами) за дозволом Османської імперії з кінця 17 століття (після поразки повстання Петрика).
Відійшла до Російської імперії 1791 року.